# 만새기
만새기(학명: Coryphaena hippurus)는 전갱이목 만새기과에 속하는 바닷물고기이다. 주로 태평양이나 대서양 원양에 서식한다. 216cm까지 자라고 몸무게는 40kg이 된다. 때때로 수면을 떠 다니는 물체(통나무, 쓰레기 등)나 배를 따라 이동하기도 한다. 주로 날치나 오징어류를 먹는다. 오스트레일리아, 뉴질랜드, 하와이 등에서는 마히마히(Mahi-mahi) 라고 부른다. 도라도(dorado)라고 부르기도 하는데 민물고기 도라도와는 서로 다르다.

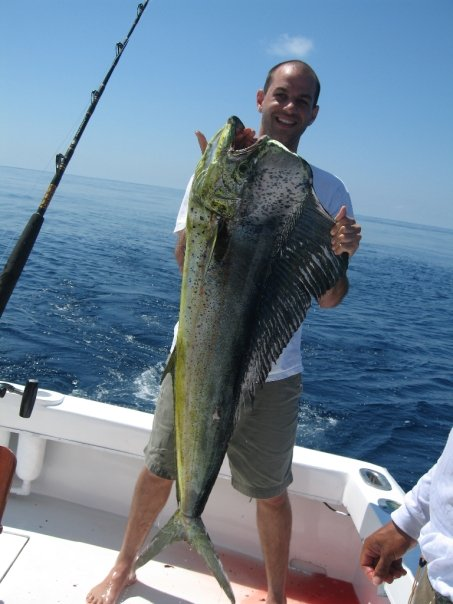